# Fountain (Karolina Północna)
Fountain – miasto w Stanach Zjednoczonych, w stanie Karolina Północna, w hrabstwie Pitt.